# Apple Newton
L'Apple Newton Message Pad o, simplement, Newton va ser una línia d'organitzadors personals digitals o "PDA" desenvolupats i llençats al mercat a partir de l'any 1993 per Apple Computers, amb un sistema operatiu anomenat "Newton OS".
El nom del dispositiu és en honor del científic, matemàtic i filòsof Isaac Newton. Apple usava el terme "Newton" per a referir-se al sistema operatiu. Newton OS, però entre els usuaris el terme es va popularitzar per a designar el dispositiu complet.
El MessagePad va ser un dels primers PDA amb capacitat de reconeixement d'escriptura i per Apple va ser per tant el primer a desenvolupar i llançar un tablet al mercat, sent la successora d'aquesta 1a generació la plataforma iOS, utilitzada en l'iPhone, iPod Touch i iPad. El desenvolupament de la plataforma Newton va començar el 1987 i va acabar oficialment el 27 de febrer de 1998 (comercialitzat de 1993 a 1998).
Es creu que el producte no tingué l'èxit esperat pel seu elevat preu (1000 dòlars americans), així com alguns errors programari i en les prestacions. Tot i ser considerat un fracàs d'Apple en el seu moment, abandonant el sector davant l'aparició d'equips com el Palm, avui es considera un honrós predecessor de l'iPad, llançat el 2010.

## Característiques
Permetia moltes de les funcions d'una PDA actual, enviament de fax i correus electrònics connectant un mòbil i targeta de memòria. Prestacions que s'acosten a les dels dispositius de tipus Blackberry de mitjans de la dècada dels 2000, però amb una antelació d'una dècada.
- Mides: 200 x 100 x 25 mm
- 500 g
- Teclat opcional
- Pantalla orientable en perllongat o en apaïsat
- Reconeixement d'escriptura manual

## Aplicacions

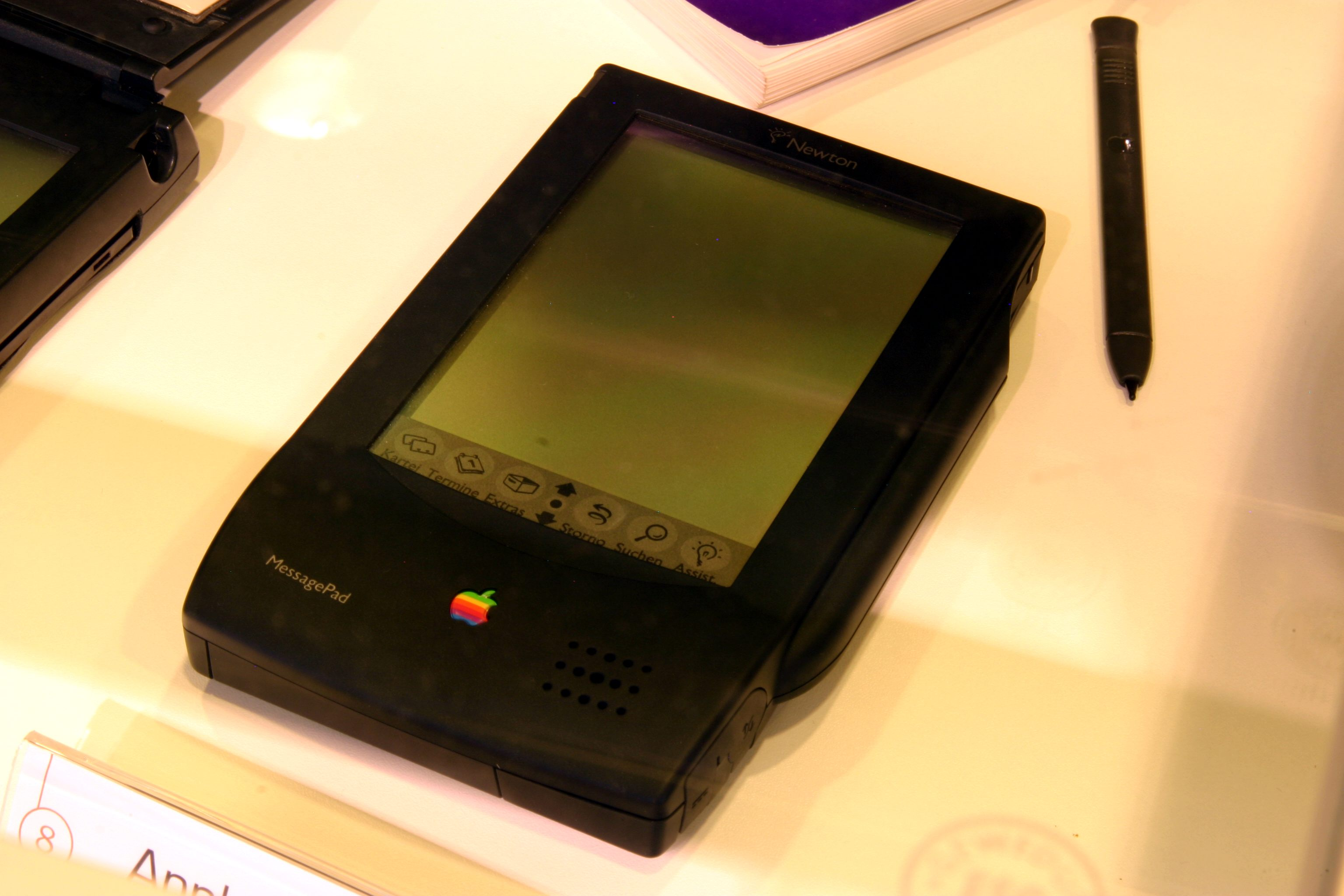
Apple Newton

La majoria dels dispositius Newton venien de fàbrica pre-carregats amb una varietat de programari per ajudar en l'organització de les dades personals i de treball. Això incloïa aplicacions per notes, contactes i dates, així com una varietat d'eines de productivitat com ara una calculadora, conversió d'unitats (conversions mètriques, conversions de moneda, etc.), zona horària, mapes, etc. En versions 2.x del sistema operatiu Newton aquestes aplicacions es van perfeccionar, i es van afegir altres noves, com el processador de textos de Works i el gestor de Newton per a Internet, també es van incloure paquets d'aplicacions de tercers, com el "QuickFigure", un full de càlcul, el Pocket Quicken, el navegador web "NetHopper", i un client de correu.
Diverses aplicacions de Newton tenien la possibilitat d'importar/exportar dades del popular Office suite o del PIM (Personal Information Manager), així com formats de fitxers d'altres aplicacions, principalment mitjançant l'ús de paquets d'Apple com les Utilitats de connexió de Newton o el kit de connexió de Newton, que es venia per separat i només funcionava en dispositius Newton amb versions 1.x de l'Newton OS.
Programari preinstal·lat
- - Organització:
    - Notes
    - Names
    - Dates

  - Productivitat:
    - Calculadora
    - Conversor d'unitats
    - Mapa de zones horàries

Programari millorat o afegit en edicions avançades
- - Editor de texts Works
  - Newton Internet Enabler
- Programari d'altres empreses:
  - Full de càlcul QuickFigure Works
  - Pocket Quicken
  - Navegador NetHopper
  - Client de correu EnRoute

## Segones fonts
Part de l'enginyeria electrònica i la fabricació dels components d'Apple Newton eren obra de Motorola. La majoria dels dispositius Newton es basaven en el processador ARM RISC 610. Els PDA Newton van ser desenvolupats i comercialitzats exclusivament per Apple (incloent la línia de MessagePad i el eMate 300), però altres empreses com Motorola, Sharp i Digital Ocean, també van fabricar PDAs que incorporaven el sistema operatiu Newton.